# Rózsa László (színművész)
Rózsa László (Debrecen, 1992. február 9. –) magyar színész.  

## Életpályája
Az Ady Endre Gimnáziumban érettségizett majd a Marosvásárhelyi Művészeti Egyetem színművész szakán tanult, Berekméri Katalin, Harsányi Zsolt és B. Fülöp Erzsébet osztályában. Gyakorlati éveiben a Szatmárnémeti Északi Színház Harag György Társulatának tagja, később, az egyetem elvégzése után a debreceni Csokonai Nemzeti Színházhoz szerződött. 2021-ig volt a társulat tagja. 2021-től a Marosvásárhelyi Nemzeti Színház színésze.

## Fontosabb színházi szerepei[5]
- Presser Gábor – Varró Dániel – Teslár Ákos: Túl a Maszat-hegyen – Muhi Andris (Marosvásárhelyi Nemzeti Színház, 2013)
- Szophoklész – Benedek Zsolt: Antigoné – Haimón (Szatmárnémeti Északi Színház, 2014)
- Egressy Zoltán: 4x100 – Dali (Stúdió Színház, Marosvásárhely, 2015)
- A. P. Csehov: Sirály – Trepljov (Szatmárnémeti Északi Színház, 2015)
- Sergi Belbel: Halál – Beteg (Stúdió Színház, Marosvásárhely, 2016)
- Marie Jones: Kövekkel a Zsebében – Charlie Conlon (Szatmárnémeti Északi Színház, 2016)
- Gimesi Dóra – Jeli Viktória – Tasnádi István – Vészits Andrea: Időfutár – Benedict (Csokonai Színház, Debrecen, 2016)
- David Pownall: Mesterkurzus – Sosztakovics (Csokonai Színház, Debrecen, 2017)
- Arany János – Gimesi Dóra: Rózsa és Ibolya – Rózsa (Csokonai Színház, Debrecen, 2017)
- A. P. Csehov: Három nővér – Tuzenbach (Csokonai Színház, Debrecen, 2018)
- Eric – Emmanuel Schmitt: Oszkár és Rózsa Mami – Oszkár (Csokonai Színház, Debrecen, 2018)
- Menchell – Black – Wildhorn: Bonnie & Clyde – Clyde (Csokonai Színház, Debrecen, 2018)
- Mikó Csaba: Az Ifjú Mátyás – Mátyás (Csokonai Színház, Debrecen, 2018)
- Georges Feydeau – Adélaïde Pralon: Feydeau, avagy egy próba története – Szereplő (Csokonai Színház, Debrecen, 2019)
- William Shakespeare: Lear – Edgár (Csokonai Színház, Debrecen, 2019)
- Andrzej Saramonowicz: Tesztoszteron – Tretén (Csokonai Színház, Debrecen, 2019)